# Rivière à Mars
Rivière à Mars – rzeka w kanadyjskiej prowincji Quebec, w regionie Saguenay–Lac-Saint-Jean. Przepływa przez dzielnicę La Baie w mieście Saguenay, a następnie wpada do rzeki Saguenay (do stanowiącej jej część zatoki Baie des Ha! Ha!).
Nazwa rzeki pochodzi od Marsa Simarda, pierwszego europejskiego osadnika, który ok. 1870 roku zamieszkał nad brzegiem rzeki.